# جائزة نادي القرن العشرين
جائزة نادي القرن العشرين (بالإنجليزية: FIFA Club of the Century) هي جائزة قدمها الاتحاد الدولي لكرة القدم لنادي ريال مدريد بعدما فاز بالاستفتاء الذي اقتصر على المشتركين في مجلة الفيفا (بالإنجليزية: FIFA World Magazine) (المجلة الرسمية للفيفا). وتم تقديم الجائزة لنادي ريال مدريد في شهر ديسمبر (كانون الأول) من عام 2000. وفي عام 2006 تم إدراج شعار الجائزة على قميص نادي ريال مدريد.

## الكأس والشعار

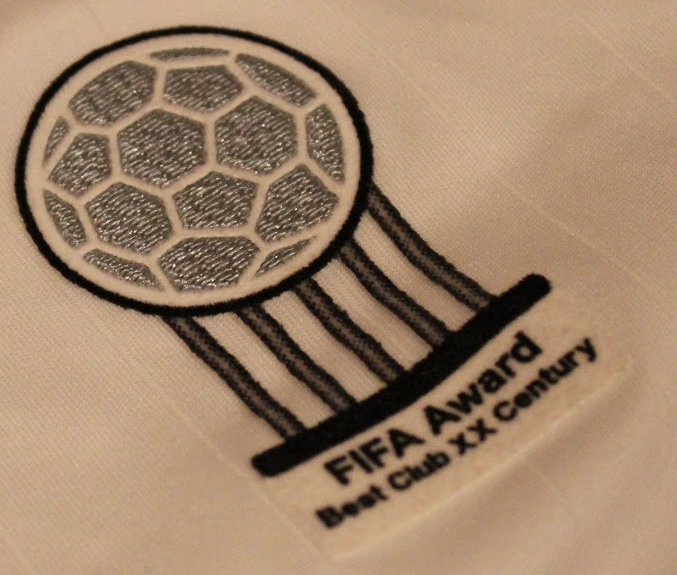
شعار نادي القرن على قميص النادي

### الكأس
في حفل توزيع جوائز "جائزة نادي القرن العشرين "، تسلم رئيس ريال مدريد فلورنتينو بيريز والرئيس الفخري ألفريدو دي ستيفانو كأس الجائزة من رئيس الفيفا جوزيف بلاتر. "، الذي يعتبره أفضل نادي كرة قدم في العالم في القرن العشرين. الكأس الممنوحة من قبل قمة منظمة كرة القدم الدولية معروضة في متحف نادي مدريد

### الدرع
تزامنًا مع الذكرى الخامسة لتسليم الجائزة (ديسمبر 2005)، تحدث الرئيس فلورنتينو بيريز إلى الفيفا كعلامة على المكانة المرموقة وللاحتفال بهذا التمييز اللامع، وهو إنشاء شعار للجائزة يمكن لنادي ريال مدريد ارتدائه ووضعه على القميص، بطريقة مشابهة لتلك التي رعاها الاتحاد الأوروبي لكرة القدم في دوري أبطال أوروبا، مع الشعارات التي تحمل صورة ظلية كأس المسابقة وعدد الفرق التي فاز بها النادي الذي يرتديها. تم قبول الاقتراح من قبل الاتحاد وتم وضع الشعار الذي تم إنشاؤه مع حرف واحد فقط من الكأس مع النقش باللغة الإنجليزية "FIFA Award Best Club XX Century" على قميص ريال مدريد في موسم 2006/07. نتيجة لهذه السمة المميزة غير العادية، ابتكر الفيفا شعارات تذكارية على القمصان، لتمييز الأندية والفرق التي فازت ببطولات اليفيفا الأولان، اللذان تم تنفيذهما في عام 2008، من خلال التركيز على بطولة كأس العالم للأندية 2007، وبطل كأس العالم 2006 

## النتائج
اقتصر نظام التصويت المستخدم على الجائزة على المشتركين في مجلة FIFA World Magazine التي تصدر كل شهرين (مجلة الفيفا الرسمية).
| الترتيب | النادي           | البلد      | %       |
| ------- | ---------------- | ---------- | ------- |
| 1       | ريال مدريد       | إسبانيا    | 42.35 % |
| 2       | مانشستر يونايتد  | إنجلترا    | 9.69 %  |
| 3       | بايرن ميونخ      | ألمانيا    | 9.18%   |
| 4       | برشلونة          | إسبانيا    | 5.61%   |
| 5       | أياكس أمستردام   | هولندا     | 5.10 %  |
| 5       | سانتوس           | البرازيل   | 5.10 %  |
| 7       | يوفنتوس          | إيطاليا    | 2.55 %  |
| 8       | بنيارول          | الأوروغواي | 2.04 %  |
| 9       | ريفر بليت        | الأرجنتين  | 1.53 %  |
| 9       | فلامنغو          | البرازيل   | 1.53 %  |
| 9       | إيه سي ميلان     | إيطاليا    | 1.53 %  |
| 12      | ليفربول          | إنجلترا    | 1.02 %  |
| 12      | بوكا جونيورز     | الأرجنتين  | 1.02 %  |
| 12      | بنفيكا           | البرتغال   | 1.02 %  |
| 12      | إنديبندينتي      | الأرجنتين  | 1.02 %  |
| 12      | بوتافوغو ريغاتاس | البرازيل   | 1.02 %  |
| 12      | إنتر ميلان       | إيطاليا    | 1.02 %  |
| 12      | أرسنال           | إنجلترا    | 1.02 %  |
|         | اخرى             |            | 6.63 %  |
|         |                  |            |         |

## اقتباس الجائزة قاريا
تحولت فكرة نادي القرن من الفيفا إلى الاتحاد الإفريقي لكرة القدم والاتحاد الآسيوي لكرة القدم بعد ذلك، حيث حصل النادي الأهلي المصري على لقب نادي القرن في القارة الإفريقية بتاريخ 22 مايو 2001 في حفل أقيم في جوهانسبرج بجنوب أفريقيا، بعدد البطولات التي حصل عليها في الفترة من بداية البطولات الأفريقية للأندية عام 1964 وحتى نهاية القرن. ولكن تم اعتماد معاير أخرى غير التصويت ما في جائزة الفيفا. حيث قرر الاتحاد الإفريقي لكرة القدم وضع معيار آخر للاختيار، وهو عدد النقاط الذي حصل عليها كل فريق من مجموع مشاركاته في البطولات القارية، وليس عدد البطولات التي حصل عليها كل فريق أو التصويت.
وحصل على لقب نادي القرن الآسيوي نادي الهلال السعودي عام 2009،  بعد ان اختاره الاتحاد الدولي للتاريخ والإحصاء في أيلول/سبتمبر 2009،  بعد حصوله على نقطة وضعته في صدارة الترتيب العام لأفضل أندية قارة آسيا بين عامي 1901-2000، متقدماً بفارق جيد على نادي يوكوهوما مارينوس الياباني الذي حل ثانياً (42,25 نقطة)، ونادي استقلال طهران الذي جاء في المركز الثالث (41,50 نقطة). واعتمد الاتحاد الدولي لتأريخ وإحصائيات كرة القدم في تصنيفه على نتائج الفرق المرشحة في المسابقات القارية، في بطولة دوري الأبطال الاسيوية وكأس الاتحاد الآسيوي ، وكأس السوبر الآسيوي.